# كوشفا
كوشفا (بالروسية: Кушва) هي إحدى مدن روسيا في الكيان الفدرالي الروسي سفيردلوفسك أوبلاست.